# Justin Raimondo
Justin Raimondo, nacido Dennis Raimondo (White Plains (Nueva York), 18 de noviembre de 1951-Sebastopol (California), 27 de junio de 2019) fue un libertario estadounidense. Fue autor y director editorial del sitio web Antiwar.com y redactor del periódico The American Conservative de Patrick Buchanan. Fue miembro del Randolph Bourne Institute, así como del Ludwig von Mises Institute, dos institutos libertarios de los Estados Unidos. 

## Antecedentes
Durante la década de 1960, Raimondo tuvo un breve interés en la filosofía de Ayn Rand, antes de incorporarse al conservador Young Americans for Freedom. En la década de 1970, se convirtió en activista del Partido Libertario. Con Eric Garris, organizó un "Caucus radical", que llamó la atención del teórico libertario Murray Rothbard. En 1982, Raimondo se postuló para un escaño en la Cámara de Representantes de Estados como libertario, en contra de titular demócrata Phillip Burton y contendiente republicano Milton Marks. Recibió el 14 % de la votación. En 1983, después de un cisma en el partido, salió del Partido Libertario y trató de organizar una facción libertaria en el Partido Republicano conocida como el Comité Organizador Republicano Libertario. Después de 1989, Raimondo comenzó a trabajar de nuevo con Rothbard en el antiguerra John Randolph Club. 
Siendo católico, Raimondo "no es un creyente."

## Política
En las elecciones de 1996 del Congreso de EE. UU., Raimondo fue candidato republicano en California por el distrito 8 en contra de Nancy Pelosi. Si bien defendió en general su causa conservadora-libertaria, los principales aspectos de su campaña fueron su oposición al despliegue de las tropas de los EE. UU. en los Balcanes y, en particular, la votación de Pelosi a tal efecto. Raimondo recibió el 13 % de los votos mientras que el 85 % lo obtuvo Pelosi.
Durante las elecciones presidenciales de 1992, 1996, y 2000, Raimondo apoyó las campañas de Pat Buchanan, tanto como republicano y en el Partido Reformista. Como él es abiertamente 
gay, su apoyo a un conservador social como Buchanan atrajo considerablemente la atención. En 1995, durante las intervenciones militares en la guerra de Bosnia de la administración Clinton, Raimondo y Garris lanzaron Antiwar.com ofreciendo una plataforma para su oposición. El sitio sigue publicando al día de hoy. Raimondo fue un crítico abierto de la invasión de Irak y la continuación de la ocupación. 
En 2004, apoyó a Ralph Nader para presidente, y explicó su razón de ello en un artículo publicado en The American Conservative. En 2008, escribió con frecuencia sobre su admiración a la campaña presidencial de Ron Paul, y también expresó su apoyo a Dennis Kucinich, mientras que hizo críticas a ambos. También fue crítico del gabinete ministerial anunciado por Barack Obama desde que el senador de Illinois fuera elegido presidente del país.

## Principales ideas y temas recurrentes
Varios temas se repiten con regularidad en la escritura de Raimondo, principalmente derivados de su ideología libertaria. Se oponía firmemente a la ocupación israelí. Pensaba que iniciar la guerra es erróneo, inmoral y contraproducente, que un pequeño grupo de neoconservadores en los dos grandes partidos políticos estadounidenses han sido responsables de "mentirnos para entrar en la guerra" en repetidas ocasiones, y que los ideales de la Old Right del movimiento conservador se han vendido desde los tiempos de la guerra de Vietnam, cuando los neoconservadores unidos con los conservadores religiosos llevaron a cabo una política exterior expansiva, a menudo en apoyo de Israel. 
Mucho antes de que John J. Mearsheimer y Stephen Walt sostuvieran que Israel ejerce una fuerza dominante en la formulación de la política exterior estadounidense (véase el lobby israelí y política exterior de los Estados Unidos), Raimondo decía esencialmente la misma cosa. Raimondo creía también que los Estados Unidos fue llevado a la Segunda Guerra Mundial a través de mentiras del presidente Franklin D. Roosevelt y que los EE. UU. provocaron una guerra con Japón deliberadamente a través de las sanciones económicas. Raimondo escribió en repetidas ocasiones sobre la infiltración israelí en los estudiantes de arte y que los elementos 
de la inteligencia israelí que operan en los EE. UU. habían adelantado conocimiento sobre el 11 de septiembre de 2001.
Era abiertamente gay, pero como libertario, sostenía que el gobierno debería abstenerse de adoptar leyes para prohibir la discriminación contra los homosexuales. También estaba en contra del matrimonio homosexual porque los libertarios se oponen a la incursión de esta en tales asuntos privados y otras demandas de la agenda gay.

## Libros
Es autor de numerosas obras, entre las más importantes se encuentra la biografía del padre del anarquismo capitalista y teórico del liberalismo libertario Murray N. Rothbard An Enemy of the State (2000). Es coautor, junto a Pat Buchanan, del libro Reclaiming the American Right: The Lost Legacy of the Conservative Movement (1993) y de Into the Bosnian Quagmire: The Case Against U.S. Intervention in the Balkans (1996). También escribió The Terror Enigma: 9/11 And the Israeli Connection (2003).